# الروضتين في تاريخ الدولتين
الروضتين في تاريخ الدولتين كتاب من كتب التاريخ , ألفه الفقيه والمؤرخ أبو شامة المقدسي (599 هـ - 665 هـ) , أفرد الكتاب حديثه في ذكر السلطانين نور الدين زنكي ومن بعده الملك الناصر صلاح الدين الأيوبي ، وقد اجتهد المؤلف في ذكر فضلهما وذكر دولتيهما النورية والصلاحية معتمدا في ذلك على من سبقه ممن صنفوا في أخبار هذين السلطانين.